# Genista berberidea
Genista berberidea är en ärtväxtart som beskrevs av Johan Martin Christian Lange. Genista berberidea ingår i släktet ginster, och familjen ärtväxter. Inga underarter finns listade i Catalogue of Life.